# Празеодимродий
Празеодимродий — бинарное неорганическое соединение
празеодима и родия
с формулой RhPr,
кристаллы.

## Получение
- Сплавление стехиометрических количеств чистых веществ:

{\displaystyle {\mathsf {Pr+Rh\ {\xrightarrow {500^{o}C}}\ RhPr}}}

## Физические свойства
Празеодимродий образует кристаллы
ромбической сингонии,
пространственная группа C mcm,
параметры ячейки a = 0,3905 нм, b = 1,0910 нм, c = 0,4210 нм, Z = 4,
структура типа борида хрома CrB
.
Соединение образуется по перитектической реакции при температуре ≈1500°C.